# 埃氏马先蒿
埃氏马先蒿（学名：Pedicularis artselaeri）为列当科马先蒿属的植物，为中国的特有植物。分布于中国大陆的湖北、陕西、四川、河北、山西等地，生长于海拔1,100米至2,800米的地区，常生于石坡草丛中他林下较干处，目前尚未由人工引种栽培。

## 别名
蚂蚁窝（昌平俗）

## 异名
- Pedicularis artselaeri Maxim. var. wutaiensis Hurus